# François de Cornière
 (novembre 2018).
François de Cornière est un poète français né en Normandie le 8 mars 1950.
Il a publié une quinzaine d’ouvrages, tant en prose qu’en poésie, parmi lesquels Tout doit disparaître (1984, Prix RTL-Poésie 1) et Tout cela (1992, Prix Georges Limbour et Prix Apollinaire) aux éditions Le Dé bleu.

## Œuvre

### Poésie
- Ça tient à quoi?, préface de Jacques Morin, Le Castor Astral, 2019.
- Nageur du petit matin, Le Castor Astral, 2015.
- Ces moments-là : poèmes, 1980-2010, préface d'Éric Holder, Le Castor Astral, 2010.

## Prix
Il obtient le Prix Guillaume-Apollinaire et le prix Georges Limbour en 1992 pour Tout cela.

## Pour approfondir